# Волонтёр ольстерских лоялистов
Волонтёр ольстерских лоялистов (англ. Ulster loyalists volunteer), также известный как просто волонтёр или доброволец (англ. Volunteer, сокращённо Vol. — термин, используемый для наименования любого члена военизированных организаций ольстерских лоялистов (чаще всего радикальных движений).

## Происхождение термина
В XVIII веке впервые «волонтёрами» или «добровольцами» стали называть местные силы самообороны, которые участвовали в ряде ирландских восстаний (якобитских 1715 и 1745 годов) и сражались на стороне французов во время Семилетней войны. В 1803 году появился термин «Ольстерские добровольцы» (англ. Ulster volunteers), восходящий ещё и к 1760 году.
В 1859 году в Лондоне был образован Ирландский стрелковый добровольческий корпус (англ. The Irish Rifle Volunteer Corps), позднее преобразованный в Лондонских ирландских стрелков. В 1860 году в ответ на развитие волонтёрского движения в Великобритании в Дублине были сформированы Королевские ирландские стрелки-добровольцы. Также считается, что добровольцами числились 1400 ирландцев-католиков, сражавшиеся в армии Папской области во время войн за объединение Италии.
В 1913 году были образованы Ольстерские добровольцы, выступавшие за сохранение союза Великобритании и Ирландии и боровшиеся против ирландских националистов и их политики гомруля. В ответ на это ирландцы создали своё движение добровольцев под названием «Ирландские добровольцы» и вступили в конфликт с юнионистами. В сентябре 1914 года произошёл раскол в среде Ирландских добровольцев: 160 тысяч человек ушли в движение «Национальные добровольцы», а под старым названием продолжили сражаться около 12 тысяч человек во главе с Оуэном Макнейлом. Считается, что именно от последних ведёт своё происхождение Ирландская республиканская армия. Все организации, позднее отколовшиеся от ИРА, тем не менее, в знак уважения своих предков называют своих членов «добровольцами» или «волонтёрами».

## Использование лоялистами
Сегодня термин используется для описания любого члена Ольстерских добровольческих сил, образованных в 1966 году и считающих себя прямыми преемниками Ольстерских добровольцев; члена молодёжной организации «Молодые гражданские добровольцы», которая является молодёжным отделением Ольстерских добровольческих сил; Ассоциации обороны Ольстера и Коммандос Красной Руки. Также подобное наименование использовалось Лоялистскими добровольческими силами, Оранжевыми добровольцами и ныне несуществующими Ольстерскими протестантскими добровольцами.